# Ai no korīda
Ai no Korîda (愛のコリーダ, lit. Corrida d'amor) és una pel·lícula de cinema art franco-japonesa de l'any 1976 escrita i dirigida per Nagisa Oshima. El film narra, de manera sexualment explícita, un fet ocorregut en la realitat al Japó, en la dècada de 1930, comès per Sada Abe.
La pel·lícula va generar una gran controvèrsia en la seva estrena i a Espanya, durant les seves posteriors passades en festivals cinematogràfics o per televisió. Encara que la intenció del director va ser donar-li una distribució comercial molt àmplia, les escenes de sexe explícit entre els actors principals (Tatsuya Fuji i Eiko Matsuda) van generar la seva censura que, almenys al Japó, continua vigent atès que la pel·lícula s'exhibeix amb escenes tallades.

## Títol
El títol en japonès Ai no korîda ens remet a les fonts intel·lectuals que van influir sobre Nagisa Oshima en aquesta època – en particular els escriptors francesos Michel Leiris i Georges Bataille. El títol en francès L'Empire des sens (L'imperi dels sentits) és una ironia derivada de la del llibre L'Empire des signes (L'imperi dels signrs, Roland Barthes, 1970), sobre el Japó.
La preposició "In" del títol en anglès (In the Realm of the Senses) es va generar a partir d'un error en la traducció. La persona encarregada de dissenyar els materials en anglès per a la pel·lícula va assumir que la paraula "in" ("dans"), que apareixia en el material de la producció en francès, no es referia als actors que apareixien en la pel·lícula, sinó que formava part del propi títol. El nom va conservar aquesta equivocació, i els títols que s'han utilitzat per a aquest film en altres idiomes han fet de l'error una tradició.

## Sinopsi
La història transcorre el 1936 a Tòquio, conta la història de Sada Abe (Matsuda), ex prostituta, que ara treballa com a part de la servitud d'un hotel. Coneix allí al propietari de l'hotel, Kichizo Ishida, casat amb la mestressa, i molt actiu sexualment. Ell l'assetja i ambdós inicien una intensa aventura que consisteix en experiments sexuals i diverses autocomplaences. Ishida deixa la seva dona per continuar la seva aventura amb Sada. Sada es torna cada cop més possessiva i gelós d'Ishida, i Ishida més desitjós de complaure-la. La seva obsessió mútua augmenta fins al punt en què Ishida troba que està molt emocionada per estrangular-lo durant el coit, i així és assassinat. Sada llavors li talla el penis. Mentre ella mostra al seu costat nua, s'esmenta que es passejarà amb el penis dins d'ella durant alguns dies. Al seu pit es poden llegir paraules escrites amb sang: "Sada Kichi els dos junts per sempre".

## Repartiment
- Eiko Matsuda - Sada Abe
- Tatsuya Fuji - Kichizō Ishida
- Aoi Nakajima - Toku
- Yasuko Matsui - Amo de la taberna Tagawa
- Meika Seri - Matsuko
- Kanae Kobayashi - Vella geisha Kikuryū
- Taiji Tonoyama - Vell captaire
- Kyôji Kokonoe - Mestre Ōmiya
- Naomi Shiraishi - Geisha Yaeji
- Komikichi Hori - Mitsuwa Geisha

## Controvèrsia
Les estrictes lleis de censura al Japó no haurien permès la finalització de la producció de la pel·lícula, considerant la postura estètica del director. Per a superar aquestes dificultats, la producció es va registrar oficialment com a francesa, i el material filmat acabaria per ser processat i editat a França. En la seva estrena al Japó (i en totes les edicions generades a partir de llavors), les escenes sexuals s'han censurat.
Inicialment la pel·lícula es va prohibir en la seva estrena en el Festival de Cinema de Nova York de 1976, però temps després va començar a exhibir-se als Estats Units sense talls, una cosa molt similar al que passaria a Alemanya. Com a dada anecdòtica, quan va ser estrenada als Estats Units, la venda d'ous es va incrementar inesperadament. La pel·lícula no va aparèixer en vídeo casolà fins a l'any 1990.
Per raons relacionades amb les normes d'exhibició locals, s'han eliminat diferents parts de la pel·lícula en cada país. Per exemple, el Comitè Britànic de Classificació de Pel·lícules li va assignar un certificat "18" (apropiada només per a adults) i va deixar intactes totes les escenes sexuals, però va ordenar que es modifiqués (perquè no es veiés) una escena en la qual es veu que es castiga un prepúber colpejant-li el penis. No obstant això, el film es va distribuir sense cap modificació a França, als Estats Units (inclòs l'actual DVD, per Fox Lorber Films), als Països Baixos i a molts altres llocs. En canvi, fins a setembre del 2007 encara estava prohibida íntegrament a la República d'Irlanda.
Al Canadà, quan es va presentar davant els comitès cinematogràfics en la dècada de 1970, la pel·lícula fou rebutjada en totes les jurisdiccions, amb excepció de Québec i Colúmbia Britànica. Cap a 1991 van començar a autoritzar-la algunes províncies i a atorgar-li un certificat. No obstant això, les Províncies Marítimes van rebutjar la pel·lícula novament pel fet que les normes de la dècada de 1970 (Comitè de Classificació de Pel·lícules de les Províncies Marítimes) seguien en vigor.

## Temes
La pel·lícula no analitza en profunditat la condició d'Abe com a personatge del folklore japonès (una altra pel·lícula, del gènere rosa, pink film, en anglès, dirigida per Noboru Tanaka, A Woman Called Sada Abe, explora aquest tema més directament), i se centra, més aviat, en les relacions de poder entre els personatges femení i masculí. Molts crítics han escrit que la pel·lícula és també una exploració dels trets mòrbids de l'erotisme en la cultura japonesa i de la seva obsessió per la mort. Oshima ha estat criticat per usar escenes de sexe explícit per a atrapar l'atenció del públic, però el director afirma que aquesta característica, el sexe explícit, és precisament un dels elements centrals del disseny de la pel·lícula.

## Controvèrsia
A causa dels seus temes sexuals i les escenes explícites, la pel·lícula va ser la causa de grans controvèrsies a Portugal el 1991 després d'emetre's a RTP. Alguns van considerar inadequat fins i tot per a la franja horària nocturna, mentre que d'altres van apreciar la seva emissió. L'arquebisbe de Braga Eurico Dias Nogueira, que va veure la primera mitja hora de la pel·lícula, va expressar el seu disgust, dient que "havia après més en deu minuts de la pel·lícula que en tota la seva vida" sobre les pràctiques sexuals. La pel·lícula es va tornar a emetre a RTP2, gairebé desapercebuda.

## Recaptació
A França, la pel·lícula va vendre 1.730.874 entrades, amb un import aproximat de 4.673.360 € ($5,203,732). A Alemanya, on es va estrenar el 1978, la pel·lícula va vendre 693.628 entrades, recaptant aproximadament 1.803.433 € ($2,446,050). Combinats, la pel·lícula va vendre 2.424.502 entrades i va obtenir aproximadament 7.649.782 dòlars a França i Alemanya.

## Premis
Fou presentada a l'apertura de la Quinzena dels Cineastes del 29è Festival Internacional de Cinema de Canes, amb un èxit que l'obliga a passar de les cinc projeccions previstes a dotze.
Fou guardonada amb el Sutherland Trophy al Festival de Cinema de Londres, amb el premi especial del jurat al Festival Internacional de Cinema de Chicago i amb el premi al millor actor dels Premis Cinematogràfics Hōchi per Tatsuya Fuji.